# Rosamunde Pilcher - L'eredità di nostro padre
Rosamunde Pilcher - L'eredità di nostro padre (Rosamunde Pilcher: Das Vermächtnis unseres Vaters) è un film per la televisione del 2018 diretto da Marco Serafini.

## Trama
Iris è una giovane ragazza che vive a Londra, lavora in una società di software ed è fidanzata con Marc. La sua vita scorre tranquilla, almeno fino a quando non riceve una lettera dalla Cornovaglia, inviata da una certa Greta, che la invita a raggiungerla nella speranza che Iris riesca a rintracciare l’ex amante di suo padre John, recentemente scomparso, per consegnarle lo yacht che lui le ha lasciato in eredità.
Anche se Iris è sorpresa da questa insolita richiesta, decide di accettare anche perché il suo lavoro non le piace vedendolo come un pretesto per inseguire il suo sogno di diventare una reporter. Raggiunta la casa di Greta scopre che lei ha la sua stessa età, è molto malata, viene accudita dalla sua matrigna Maura e dal suo fratellastro Patrick, unico figlio di Maura avuto dal suo primo matrimonio. Maura è stata la seconda moglie di John, ora vive insieme al suo compagno Timothy, ex atleta il quale sta insieme a lei principalmente per via dell'eredità che John le ha lasciato.
Greta, per via delle sue pessime condizioni di salute, muore poco dopo aver conosciuto Iris, quest'ultima vuole rispettare le sue volontà e trovare l'amante di John per darle lo yacht Sea Breeze scoprendo che in realtà si tratta di Fiona, sua madre. Adesso Iris ha capito che John era suo padre mentre Greta la sua sorellastra, Greta ha preferito non dirle nulla lasciando che fosse lei a scoprirlo da sola. Iris inizia a frequentare Patrick, il quale era molto affezionato a John, tanto che ha rinunciato alla carriera per ereditare l'emittende radiofonica indipendente del suo patrigno. In breve tempo quella che era iniziata come un'amicizia tra Patrick e Iris, diventa poi amore.
Patrick sta attraversando un momento difficile, infatti si sta impegnando a osteggiare un'industria petrolifera che vuole estrarre del petrolio dal mare, vicino alla costa, non curandosi del terribile impatto ambientale che ciò comporterebbe. Fiona raggiunge Iris in Cornovaglia spiegandole che John era incastrato in un matrimonio infelice, loro due erano amanti, ma quando Fiona scoprì di essere incinta lo lasciò anche perché John non ebbe il coraggio di prendere posizione e di lasciare sua moglie dato che aspettava Greta, e Fiona non voleva vivere nell'ombra limitandosi a essere solo l'amante. Iris le mostra tutte le lettere che John aveva scritto e spedito a Fiona, ma lei non le ha mai lette infatti le rispediva sempre indietro, ma se non lo avesse fatto avrebbe scoperto che la moglie di John era morta due anni dopo che Fiona lo lasciò, infatti John desiderava stare con Fiona e accogliere lei e Iris nella sua famiglia. Fiona però non rimpiange di averlo ignorato, essendosi completamente disaffezionata da lui anche perché è felice insieme al suo nuovo compagno, John infatti non ha combattuto per salvare il loro amore, e non intende nemmeno accettare lo yacht.
Iris decide di aiutare Patrick nell'inchiesta contro l'azienda petrolifera, intanto in Cornovaglia arriva Marc, che dopo aver saputo che John era il padre di Iris, vede in tutto ciò la possibilità di appropriarsi del patrimonio dell'uomo ritenendo che Iris debba far valere i suoi diritti in quanto unica figlia del defunto, mettendo in guardia Maura facendole capire in maniera sfacciata che tenterà in tutti i modi di ottenere attraverso Iris la titolarità sull'eredità di John, in effetti Maura aveva sempre saputo dell'esistenza di Iris. Quest'ultima, disgustata dall'avidità di Marc, decide di lasciarlo, spiegando a Maura che non deve avere nulla da temere e che non desidera mettere in discussione la ripartizione dell'eredità.
Patrick prende a pugni Timothy il quale aveva tentato di mandare in rovina l'emittente radiofonica allontanando gli sponsor temendo che, se avesse continuato a combattere contro l'industria petrolifera, alla fine lo avrebbero citato in giudizio non volendo perdere il denaro di Maura dietro a delle eventuali spese legali. Maura decide di lasciare Timothy cacciandolo di casa, inoltre è disposta a dividere il patrimonio del marito con Iris, e insieme decidono di investirlo nell'emittente radiofonica.
L'azienda petrolifera, almeno per ora, rinuncia a costrire la sua piattaforma di estrazione grazie alla raccolta firme di Patrick, ora lui e Iris sono finalmente una coppia, Iris porta nel cuore il ricordo di Greta perché solo grazie a sua sorella adesso può vivere un'esistenza felice.

## Distribuzione
Il film è stato distribuito nel 2018.